# Missionsschiff

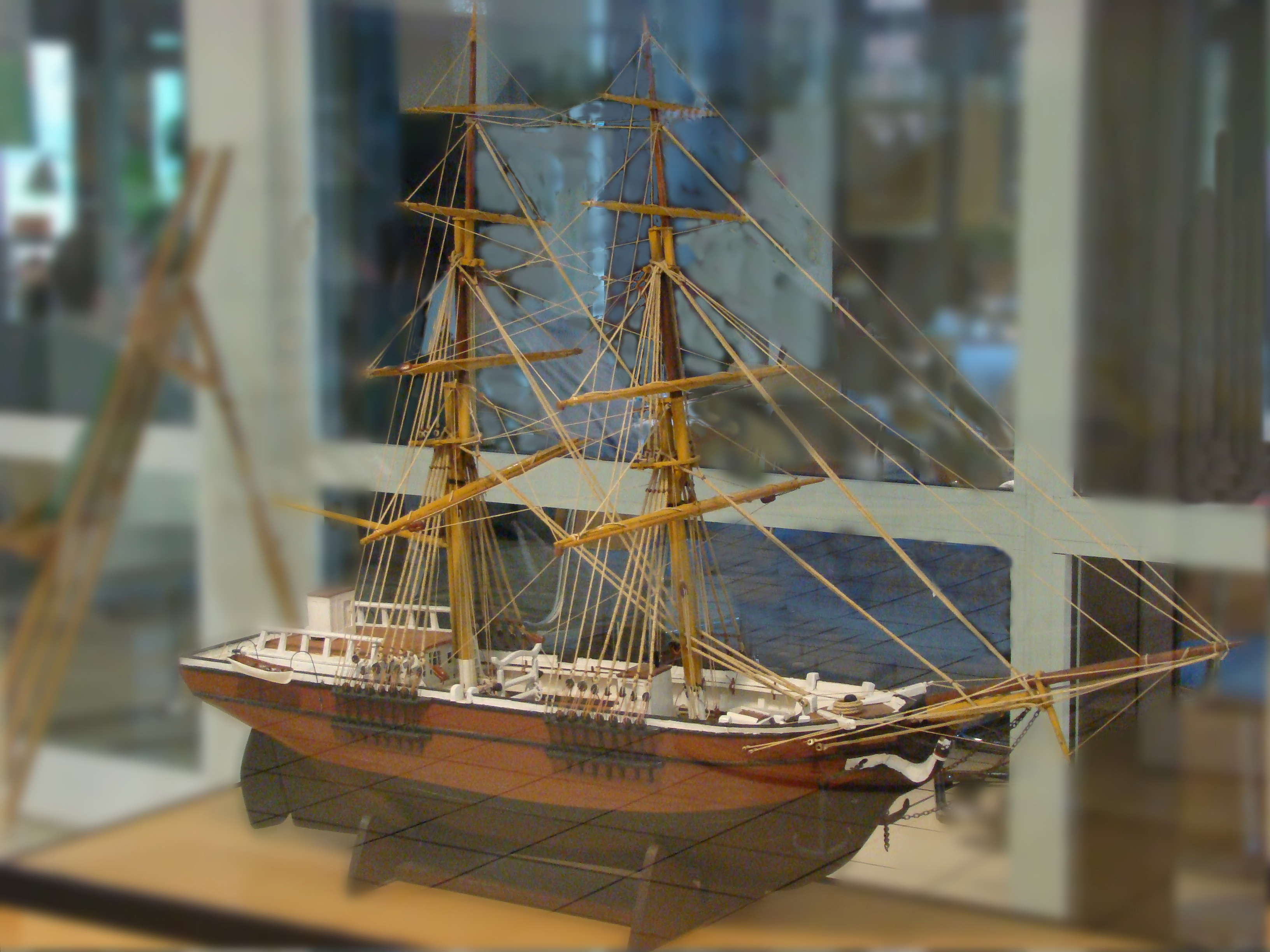
Modell des Missionsschiffes Candace

Ein Missionsschiff ist ein Schiff zur Erfüllung eines besonderen Auftrags (einer speziellen Mission).

## Sinn und Zweck
Wurden in früheren Zeiten auch Kriegsschiffe als Missionsschiff bezeichnet, werden heute in der realen Welt nur noch Schiffe im religiösen (meist christlichen) Einsatz so bezeichnet. In Computerspielen spiegelt sich oft noch die frühere, militärische Begriffsverwendung wider.
Missionsschiffe werden seit mehreren Jahrhunderten von Missionsgesellschaften oder -werken eingesetzt. In früheren Zeiten erfolgte der Einsatz der Schiffe vorwiegend zur Versorgung der eigenen Missionsstationen mit Versorgungsgütern oder Mitarbeitern. Der schwäbische Dichter Karl von Gerok widmete dieser Verwendung sein Gedicht „Das Missionsschiff“.
In der heutigen Zeit werden die Schiffe vorwiegend eingesetzt, um entweder ausschließlich oder teilweise über die Glaubensinhalte zu informieren und dafür zu werben. Die Größe der Schiffe variiert dabei von einer 15-m-Motoryacht bis zum 12.000 to-Schiff. Die ausschließliche Verwendung der Schiffe für den religiös-missionarischen Zweck ist selten, oft wird eine Verbindung mit humanitären, medizinischen oder sozialen Hilfsprojekten hergestellt. Dadurch sind die Grenzen zwischen Missionsschiff und Hilfsschiff bzw. Hospitalschiff fließend, und die Schiffe können auch Länder besuchen, was sonst aus religiösen oder weltanschaulichen Gründen nicht möglich wäre.
In den meisten Fällen sorgen Missionsschiffe trotz der eindeutigen weltanschaulichen Positionierung ihrer Betreiber für eine hohe Akzeptanz und für einen respektvollen Kontakt und Austausch zwischen verschiedenen Weltanschauungen. Das zeigt sich dadurch, dass z. B. Aktionen der Schiffe von Mercy Ships oder Operation Mobilisation (OM) häufig von hoher gesellschaftlicher und politischer Prominenz der besuchten Länder eröffnet werden.
Andererseits entzünden sich an den Missionsschiffen auch latent bestehende Konflikte. Im August 1991 wurde auf eine Veranstaltung des OM-Schiffs Doulos auf den Philippinen ein Anschlag verübt.
Die Missionsschiffe werden von privaten Trägerkreisen und Fördervereinen finanziert, die Schiffsbesatzungen arbeiten meist ehrenamtlich. Von offizieller Seite erfolgt in der Regel keine Unterstützung über die indirekte Förderung wie die Ermäßigungen für religiöse, gemeinnützige oder mildtätige Werke hinaus.

## Bekannte historische und aktuelle Missionsschiffe
- Missionsschiff Harmony[3]
- Missionsschiffe St. Gabriel und Stella-Maris[4] des Bischofs Josef Lörks
- Missionssegler Eintracht[5]
- Candace
- Anastasis
- Logos
- Logos II
- Logos Hope
- Doulos
- HMS Bounty
- Missionskutter Elida